# Rollhockey Club Dornbirn
Il Rollhockey Club Dornbirn è un club austriaco di hockey su pista fondato nel 1992 ed avente sede a Dornbirn nello stato federale del Vorarlberg.
Nella sua storia ha vinto 16 campionati nazionali e 1 Coppe di Svizzera che ne fanno la squadra austriaca più titolata.
La squadra disputa le proprie gare interne presso lo Stadthalle Dornbirn, a Dornbirn.

## Palmarès

### Competizioni nazionali
- Campionato austriaco: 15

2000, 2002, 2003, 2004, 2005, 2006, 2008, 2009, 2010, 2011
2012, 2013, 2016, 2017, 2018
- Coppa di Svizzera: 1

2017